# Hålogaland

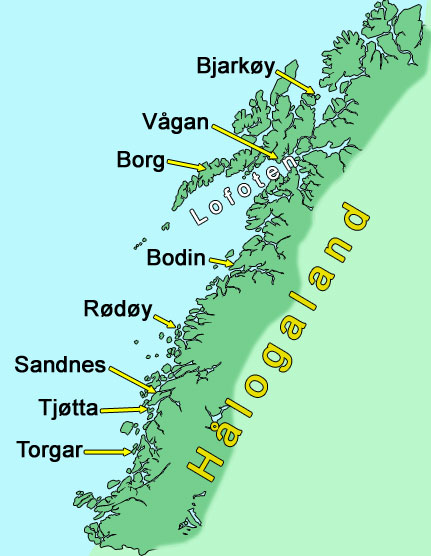
L'Hålogaland nell'anno 1000

L'Hålogaland era la più settentrionale delle province norvegesi nelle saghe norrene medievali. Agli inizi dell'era vichinga, prima di Harald Bellachioma, l'Hålogaland era un piccolo regno compreso tra Namdalen nel Nord-Trøndelag e Lyngen nel Troms. Il suo più famoso nativo fu Ohthere di Hålogaland.
L'Hålogaland termina in un litorale sommerso a formare ampi fiordi montuosi e isole. Esso fu un ottimo rifugio alle navi vichinghe come pure una stazione di sosta per i viandanti sulla strada del mar Bianco, che metteva in comunicazione con la Russia.
La città di Narvik in Hålogaland fu un importante obiettivo strategico della seconda guerra mondiale.

## Uso moderno del toponimo Hålogaland
In età moderna, il termine Hålogaland viene usato in diversi significati. In certi casi include l'intera Norvegia del Nord, le isole Svalbard e Jan Mayen. In altri, le sole contee di Nordland e Troms. Ancora, il termine Hålogaland (o anche Mid Hålogaland) sono spesso riferiti al più piccolo ambito dei distretti di Ofoten, Lofoten e Vesterålen, come anche alle municipalità di Bjarkøy, Gratangen, Harstad, Ibestad, Kvæfjord e Skånland, della contea di Troms. Oppure si parla di Hålogaland nell'ultimo senso, eccettuando però l'arcipelago delle Lofoten.

## Storia

### La regione e il suo popolo nelle saghe
L'Hålogaland è spesso citato nelle saghe norrene e nell'Heimskringla, particolarmente nella Saga degli Ynglingar. Era abitato dall'Háleygia aett, la stirpe di Hölgi, l'eroe eponimo protetto dalla dea Þorgerðr Hölgabrúðr.